# Олин, Лена
Ле́на Мари́я Йо́нна О́лин (швед. Lena Maria Jonna Olin; род. 22 марта 1955) — шведская актриса. Номинантка на премии «Оскар», «Золотой глобус», «Эмми» и BAFTA.

## Биография

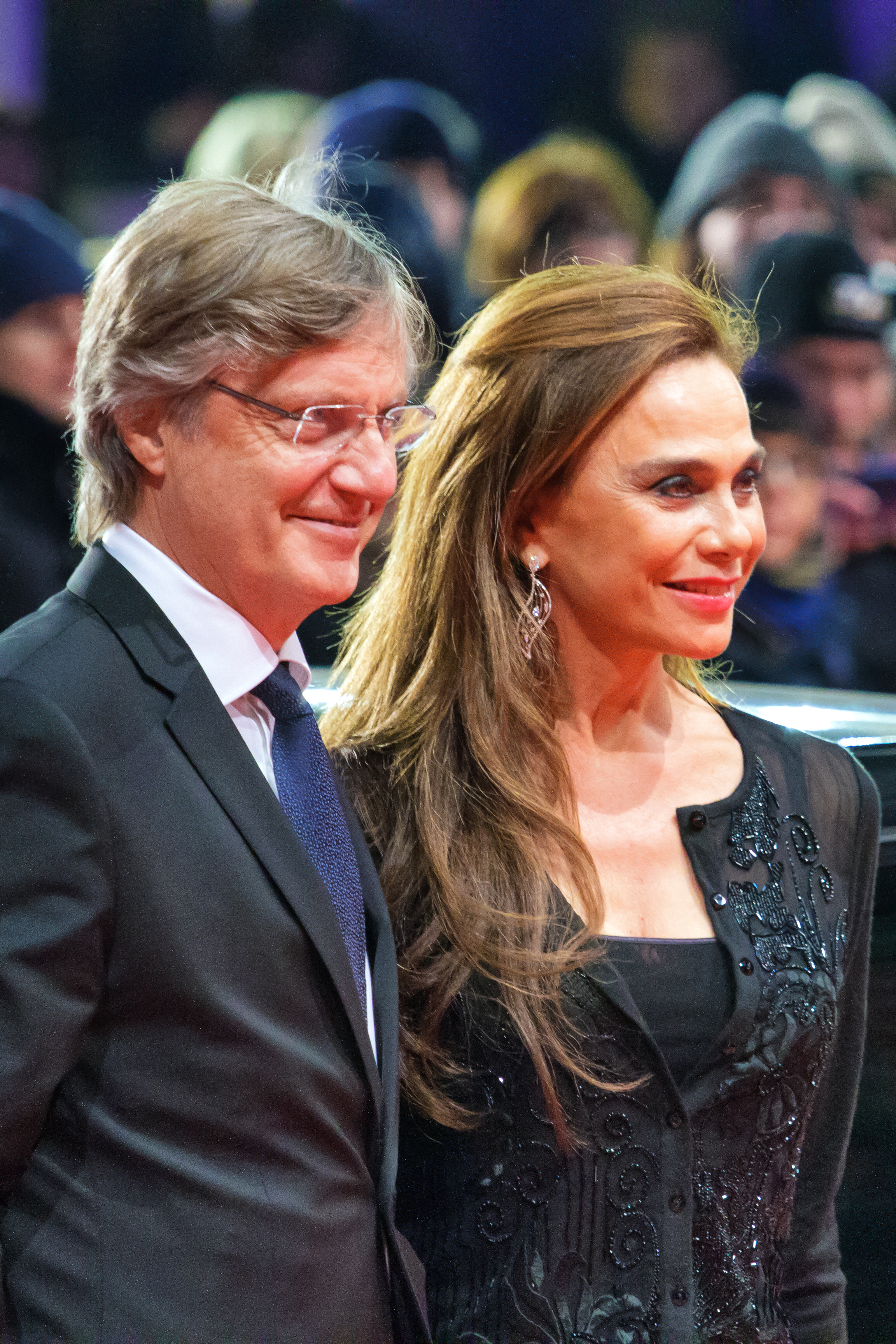
Лена Олин и Лассе Хальстрём в 2013 году

Лена Олин родилась 22 марта 1955 года в Стокгольме, в Швеции. Отец, Стиг Олин, — актёр, мать, Бритта Холмберг, — театральная актриса.
Дочь актёров, она рано проявила интерес к драме и, окончив школу, недолгое время работала медсестрой в больнице и учительницей на замену.
Ингмар Бергман, друг семьи, посоветовал ей поступить в школу драмы. Она оказалась единственной студенткой, принятой в том году в Королевский Драматический Театр Стокгольма, где быстро стала восходящей звездой. В октябре 1974 года Олин завоевала главную корону на конкурсе «Мисс Скандинавия 1975» в Хельсинки.
С конца 1970-х годов стала появляться в шведских фильмах, а в конце 1980-х влила жизнь и энергию в несколько американских постановок своей неподражаемой чувственностью. В 1980 она стала одной из первых актрис, получивших приз имени Ингмара Бергмана, инициированный им самим, который вручается с 1978 года. Сам Бергман был одним из двух судей.
После идеальной роли таинственной и сексуально независимой женщины в картине Филипа Кауфмана «Невыносимая лёгкость бытия» (1988), за которую она была в 1989 году номинирована на Золотой глобус за лучшую роль второго плана, она получила «оскаровскую» в 1990 году номинацию в той же категории в фильме Пола Мазурского «Враги. История любви» (1989).
Хорошо смотрится Олин и в триллере «Ночь над Манхэттеном». Из её голливудских ролей известна работа в фильме Сиднея Поллака «Гавана» (1990), в котором актриса снималась вместе с Робертом Редфордом.
В 2001 году была номинирована на премию BAFTA в категории Лучшая роль второго плана в фильме «Шоколад», а в 2003 году получила номинацию Эмми за исполнение второстепенной роли в драматическом сериале «Шпионка».
От актёра Орьяна Рамберга, отношения с которым закончились в конце 1980-х годов, у Лены есть сын Огюст Рамберг, кинорежиссёр и исполнительный продюсер. В 1994 году Олин вышла замуж за кинорежиссёра Лассе Халльстрёма, и в 1995 году у них родилась дочь Тора.
В настоящее время живёт в Нью-Йорке.

## Фильмография
| Год       | Русское название             | Оригинальное название             | Роль                     |
| --------- | ---------------------------- | --------------------------------- | ------------------------ |
| 1976      | Лицом к лицу                 | Ansikte mot ansikte               | продавщица               |
| 1978      | Приключения Пикассо          | Picassos aventyr                  | Долорес                  |
| 1983      | Фанни и Александр            | Fanny och Alexander               | Роза                     |
| 1984      | После репетиции              | Efter repetitionen                | Анна Эгерман             |
| 1988      | Невыносимая лёгкость бытия   | The Unbearable Lightness of Being | Сабина                   |
| 1989      | Враги. История любви         | Enemies, A Love Story             | Маша                     |
| 1990      | Гавана                       | Havana                            | Бобби Дуран              |
| 1993      | Ромео истекает кровью        | Romeo Is Bleeding                 | Мона Демаркова           |
| 1993      | Мистер Джонс                 | Mr. Jones                         | Элизабет Бауэн           |
| 1995      | Ночь и мгновение             | The Night and the Moment          | Маркиза                  |
| 1996      | Ночь над Манхэттеном         | Night Falls on Manhattan          | Пегги Линдстром          |
| 1998      | Польская свадьба             | Polish Wedding                    | Джадзия                  |
| 1998      | Гамильтон                    | Hamilton                          | Тесси                    |
| 1999      | Таинственные люди            | Mystery Men                       | Анабель Лик              |
| 1999      | Девятые врата                | The Ninth Gate                    | Лиана Телфер             |
| 2000      | Шоколад                      | Chocolat                          | Джозефина Мускат         |
| 2001      | Зажигание                    | Ignition                          | Фейт Мэттис              |
| 2002      | Королева проклятых           | Queen of the Damned               | Маарет                   |
| 2002      | Тьма                         | Darkness                          | Мария Руа                |
| 2002—2006 | Шпионка                      | Alias                             | Ирина Деревко            |
| 2003      | Голливудские копы            | Hollywood Homicide                | Руби                     |
| 2004      | Соединённые штаты Лиланда    | The United States of Leland       | Мэрибет Фицджеральд      |
| 2005      | Казанова                     | Casanova                          | Андреа Бруни             |
| 2005      | Бац! Бац! Орангутанг         | Bang Bang Orangutang              | Нина                     |
| 2007      | Наркоз                       | Awake                             | Лилит Бэресфорд          |
| 2008      | Чтец                         | The Reader                        | Роза Мазер / Илана Мазер |
| 2010      | Помни меня                   | Remember me                       | Дайан Хирш               |
| 2012      | Гипнотизёр                   | The Hypnotist                     | Симона Барк              |
| 2013      | Дьявол, которого ты знаешь   | Devil You Know                    | Кэтрин Вейл              |
| 2013      | Ночной поезд до Лиссабона    | Night Train to Lisbon             | Штефания в старости      |
| 2017      | Охотник за разумом           | Mindhunter                        | Аннализ Стилман          |
| 2017      | Виды под угрозой уничтожения | Maya Dardel                       | Майя Дардел              |
| 2019      | Жена художника               | The Artist's Wife                 | Клэр Смайтсон            |
| 2020      | Охотники                     | Hunters                           | Полковник                |
| 2020      | Игры судьбы                  | Adam                              | Евгения                  |
| 2023      | Одна жизнь                   | One Life                          | Грета Уинтон             |
| 2024      | Повышение                    | Upgraded                          | Кэтрин                   |